# Oxygène Part IV
Singles de Jean Michel Jarre
La Chanson des Granges Brûlées
(1973) Oxygène II
(1977)
Oxygène Part IV est un morceau instrumental du compositeur et musicien Jean Michel Jarre, extrait de l'album Oxygène, paru en 45 tours en décembre 1976.

## Développement
Selon Jarre, la mélodie de Oxygène Part IV a été composée en une nuit, sans être spécialement conçue dans l’idée d’en faire un tube. À l'époque, Jean Michel Jarre, surtout connu comme auteur de chansons pour Patrick Juvet et Christophe, compose de nombreuses musiques publicitaires. Pendant la création d'Oxygène, un ami lui demande une mélodie afin de faire une musique pour vanter l’extension de l’A4, connue également sous le nom de l'Autoroute de l'Est. Le musicien donne la maquette de ce qui deviendra, après ses arrangements, Oxygène 4. L’idée au moment de sa composition est assez limpide : c’est de fixer l’horizon à bord de sa voiture, voir « loin devant soi ».

## Classements et certifications
| Classement (1977)                      | Meilleure place |
| -------------------------------------- | --------------- |
| France (IFOP)                          | 3               |
| Allemagne (Media Control AG)           | 16              |
| Pays-Bas (Single Top 100)              | 3               |
| Pays-Bas (Nederlandse Top 40)          | 4               |
| Nouvelle-Zélande (RMNZ)                | 6               |
| Belgique (Flandre Ultratop 50 Singles) | 3               |
| Irlande (IRMA)                         | 7               |
| Royaume-Uni (Official Charts Company)  | 4               |

| Classement (1977) | Meilleure place |
| ----------------- | --------------- |
| France (IFOP)     | 28              |

| Pays              | Certification | Date               | Ventes certifiées |
| ----------------- | ------------- | ------------------ | ----------------- |
| Royaume-Uni (BPI) | Argent        | 1er septembre 1977 | 250 000           |